# Zipacón (kommun)
Zipacón är en kommun i Colombia.   Den ligger i departementet Cundinamarca, i den centrala delen av landet, 40 km väster om huvudstaden Bogotá. Antalet invånare är 5 016.